# Hisayoshi Harasawa
Hisayoshi Harasawa (en japonais : 原沢久喜 (Harasawa Hisayoshi)), né le 3 juillet 1992, est un judoka japonais. Il concourt dans la catégorie des plus de 100 kg.
Il se distingue notamment pour sa médaille d'argent remportée aux Jeux olympiques de 2016, où il est battu en finale par le Français Teddy Riner.

## Palmarès

### Compétitions internationales
| Année | Compétition           | Lieu           | Résultat | Catégorie          |
| ----- | --------------------- | -------------- | -------- | ------------------ |
| 2016  | Jeux olympiques       | Rio de Janeiro | 2e       | Plus de 100 kg     |
| 2018  | Championnats du monde | Bakou          | 3e       | Plus de 100 kg     |
| 2019  | Championnats du monde | Tokyo          | 2e       | Plus de 100 kg     |
| 2021  | Jeux olympiques       | Tokyo          | 2e       | Par équipes mixtes |